# Wasit
Wasit (arabiska: واسط, Wāsiţ) är en provins i östra Irak, med gräns mot Iran. Provinsen har 1 032 838 invånare (2006) på en yta av 17 153 km². Den administrativa huvudorten är al-Kut. Före 1976 hette provinsen Kut.
Floden Tigris rinner genom provinsen.

## Administrativ indelning
Provinsen är indelad i fem distrikt:
- Badra, Al-Hai, Al-Kut, Al-Numaniyya, Al-Suwaira och Al-Aziziyya.

## Personer från Wasit
- Abd al-Karim Qasim
- Amal Taha
- Izz ad-Din Tabo